# Adesmia cuneata
Adesmia cuneata es una especie de planta floral del género Adesmia, categorizada en la tribu Dalbergieae, de la familia Fabaceae.

## Distribución
Especie nativa de Chile. Crece en el bioma subtropical.

## Taxonomía
Fue descrita por Meyen y publicada en Observ. Bot. 1: 402 (1843).